# Universal Docking Module
L'Universal Docking Module (UDM) (in russo: Универсальный стыковочный модуль) è stato un modulo di attracco russo previsto per essere assemblato alla Stazione spaziale internazionale.
Il progetto originale prevedeva di posizionarlo al nadir del modulo di servizio Zvezda. Esso doveva avere quattro porte d'attracco per ospitare due moduli di ricerca e uno per l'aggancio con altri veicoli. Poiché uno dei moduli di ricerca è stato annullato per mancanza di fondi, anche questo modulo stato cancellato e l'unico modulo di ricerca realizzato è stato quindi collegato direttamente a Zvezda.